# ORK
ORK е блек метъл група от град Дупница, България, създадена през 1995 г.

## История
Основател на групата е Count Vassilium. През 1997 излиза първото демо „Through The Fight, I Ride“. През 1998 се появява и второто демо „Slava Nam“. Присъединява се китаристът Frosthammer. През зимата на 1998 г. двамата записват третото демо „Et A Novo Maqico“. След това се присъединяват и барабанистът Gravedigger, вторият китарист Hellthorn и басистът Grimlord. В този състав групата записва промото „Grondenblut“, което е издадено от норвежкия лейбъл „Oskorei Productions“.
През 2000 година ORK записва първия си дългосвирещ албум „Blessed By Evil“, издаден от немския лейбъл „Folter Records“. Албумът е представен на немския фестивал „Under The Black Sun“ и в чешкия град Волин. В Германия е записан и вторият албум „Karma Diabolica“.

## Състав
- Count Vassilium – вокал
- Frosthammer – китара, клавир
- Hellthorn – китара
- Grimlord – бас китара
- Mephisto Diabolis – барабани

## Дискография
- 1997 – Through The Fight, I Ride (демо)
- 1998 – Slava Nam (демо)
- 1998 – Et A Novo Magico (демо)
- 1999 – Through The Fight, I Ride / Slava Nam (компилация)
- 1999 – Ancient Vardohus / Rebellion Of The Unholy Tyrants (сплит с Frostmoon, Норвегия)
- 2000 – Grondenblut '2000 (демо)
- 2000 – Blessed By Evil (албум)
- 2002 – Karma Diabolica (албум)
- 2007 – PLANET 666 (албум)